# Маунд Вали (Канзас)
Маунд Вали (енгл. Mound Valley) град је у америчкој савезној држави Канзас.

## Демографија
По попису из 2010. године број становника је 407, што је 11 (-2,6%) становника мање него 2000. године.
| Група             | 2000.       | 2010.       |
| Белци             | 392 (93,8%) | 375 (92,1%) |
| Афроамериканци    | 0 (0,0%)    | 0 (0,0%)    |
| Азијати           | 0 (0,0%)    | 0 (0,0%)    |
| Хиспаноамериканци | 8 (1,9%)    | 9 (2,2%)    |
| Укупно            | 418         | 407         |